# Josef Scharf (Politiker)
Josef Scharf (* 2. März 1890 in Neumarkt in der Oberpfalz; † 13. Dezember 1965 in Beilngries) war ein deutscher Politiker der BVP und der CSU.

## Leben und Beruf
In seiner Jugend war Scharf auf mehreren Gütern als Landwirt angestellt. Er besuchte die landwirtschaftliche Hochschule Weihenstephan, die er 1912 mit dem Ablegen der Diplom-Hauptprüfung für Landwirte sowie der Staatsprüfung für den höheren landwirtschaftlichen Verwaltungs- und Unterrichtsdienst abschloss. Von 1915 bis 1917 war er als Soldat im Ersten Weltkrieg im Einsatz, dabei trug er eine schwere Verwundung davon. 1921 wurde er zum Landwirtschaftsrat sowie in den Vorstand des Landwirtschaftsamtes in Beilngries berufen. In der Zeit nach 1933 sah er sich mehreren persönlichen Demütigungen sowie Bedrohungen durch die Nationalsozialisten ausgesetzt.

## Politik
Vor dem Krieg gehörte Scharf der BVP an. 1945 wurde er, zunächst parteilos, zum Landrat des Landkreises Beilngries berufen. 1946 schloss er sich der CSU an, für diese wurde er zunächst in die Verfassunggebende Landesversammlung berufen und später auch in den Bayerischen Landtag gewählt. In diesem hatte er von 1947 bis 1949 den Vorsitz des Ausschusses für Flüchtlingsfragen inne. Zum 16. März 1949 trat er jedoch aus der CSU und deren Fraktion aus und schloss sich der Freien Parlamentarischen Vereinigung an, deren Fraktionsvorsitzender er zeitweise war. Später verließ er auch diese Fraktion, zuletzt gehörte er der Freien Fraktionsgemeinschaft an. Nach dem Ende der Wahlperiode 1950 schied er aus dem Landtag aus.